# Graduado social
Un graduado social es un asesor jurídico y económico en materia sociolaboral y empresarial. Es experto en relaciones laborales, economía laboral y economía de la empresa, recursos humanos, organización del trabajo y de la empresa y prevención de riesgos laborales. También es perito en la rama social del derecho.
En España, es una de las tres profesiones jurídicas existentes, junto con las de abogado y procurador, legitimadas para la intervención en procesos judiciales, en el área del derecho laboral y de la Seguridad Social.

## La profesión
Actualmente deben cursarse un mínimo de 240 créditos en cualquiera de las universidades españolas donde se imparten los estudios de Ciencias del Trabajo, Relaciones Laborales y Recursos Humanos. Una vez obtenido el título, el titulado puede elegir entre desarrollar la profesión de graduado social mediante la incorporación a cualquiera de los colegios oficiales de graduados sociales existentes en España o cualquier otra opción, como consultor de recursos humanos y dirección de personal. 
Una vez finalizados sus estudios universitarios, el graduado social se incorpora obligatoriamente, si pretende ejercer como tal, al colegio profesional donde se encuentre ubicado su despacho profesional. Ya colegiado, se convierte en técnico en materias sociales y laborales y, como tal, estudia, asesora, representa y gestiona todos aquellos asuntos relacionados con el derecho del trabajo y de la Seguridad Social que le encomienden particulares, empresas, administraciones y terceros.
Entre sus principales competencias, asisten en representación ante los juzgados y tribunales del orden Social en todos aquellos asuntos que les encomienden empresas, trabajadores, pensionistas, sindicatos, corporaciones, etc. Como graduado social, confecciona mensualmente las liquidaciones a la Seguridad Social que realizan las empresas y tramitan y asesoran todos los expedientes de jubilación, incapacidad, viudedad, orfandad, prestaciones en favor de familiares y todas aquellas otras que se realizan ante la Seguridad Social.
Los graduados sociales son los titulados universitarios que más derecho del trabajo y de la Seguridad Social estudian en las universidades españolas y, en consecuencia, son profesionales que poseen los conocimientos especiales de la técnica y de la ciencia jurídica laboral; son "Ius-laboralistas", pues se dedican al ejercicio de la profesión jurídica laboral y al estudio de tal ciencia. Por todo, el graduado social es hoy en nuestra sociedad uno de los valedores de las actuaciones que se realizan en el complejo mundo de las relaciones laborales. En el año 2006, dicha profesión cumplió cincuenta años de existencia. 
Por ello, el graduado social, al igual que otros profesionales jurídicos (abogados y procuradores) está facultado legalmente para ostentar la representación procesal en juicio; aplica sus conocimientos técnicos en la ciencia del derecho laboral y social, responde a los dictámenes ajenos y se sitúa a favor de los derechos de su representado patrocinándolo, argumentando, alegando, protegiéndolo, mediando, haciendo uso del derecho, pidiendo y postulando en la controversia ante el juez o tribunal. Realiza, en definitiva, la auténtica dirección técnica del pleito en el orden jurisdiccional social.
En su despacho o asesoría, el graduado social aconseja a sus clientes en diferentes materias: 
- VÍA JUDICIAL: Representación ante los Tribunales de lo Social (1º Instancia) en todo tipo de procedimientos laborales y de seguridad social de trabajadores y/o empresarios. Entidades: despidos, reclamación de cantidad, derechos, derechos fundamentales, prestaciones, etc. ante empresas, administración, entidades, corporaciones, etc. Representación en el Tribunal Superior de Justicia o el que corresponda en función del pleito y su naturaleza que realice las funciones de segunda instancia para formular, presentar y representar a las partes en el recurso de suplicación.
- VÍA ADMINISTRATIVA: Representación y dirección técnica de procedimiento ante Inspección de Trabajo (inspecciones, recursos, actas de infracción), centros de conciliación, reclamaciones previas a la vía jurisdiccional de lo social, prestaciones contributivas y no contributivas, ayudas sociales.
- INSS: Solicitud y tramitación de pensiones (incapacidad, invalidez, jubilación, viudedad, orfandad, maternidad, paternidad); tramitación de documentos y procedimientos específicos para la cobertura sanitaria de ciudadanos y de trabajadores.
- TESORERÍA: Procedimientos de afiliación, cotización, reclamación de cuotas, ingresos y pagos, recaudación, etc.
- IMSERSO y Servicios Sociales: Solicitud y tramitación de ayudas sociales, calificación de minusvalías.
- EXTRANJERÍA: Solicitud de permisos de trabajo y residencia, agrupación familiar, contingentes, etc.
- PREVENCIÓN DE RIESGOS: Asesoramiento y gestión en prevención de riesgos.
- AUDITOR LABORAL: Estudios y dictámenes
- PERITO LABORAL Y DE SEGURIDAD SOCIAL ante los Tribunales de Justicia.
- CONCILIACIONES: Conciliadores en conflictos colectivos, convenios.
- MEDIACIÓN: mediación fuera de la esfera judicial para que las partes que mantengan un pleito o discordancia puedan llegar a un acuerdo.
- SERVICIOS A EMPRESAS: Los graduados sociales asesoran y gestionan la mayor parte de las pymes en materia laboral y de seguridad social, contabilidad, impuestos, prevención de riesgos. Representando incluso ante los organismos administrativos y judiciales.
- SERVICIOS TRABAJADORES: Asesoran a los trabajadores y les representan ante la Administración o juzgados en reclamación de derechos, cantidad, despidos, prestaciones, etc.
- SERVICIOS A INSTITUCIONES, ORGANIZACIONES, ENTIDADES, etc. en materia laboral y de Seguridad Social, fiscalidad, etc.
Como laboralista, su función ante la justicia es procesal en todos los trámites del procedimiento. Es un representante técnico de la parte, a quién también, de manera fáctica, protege, defiende y representa aplicando sus conocimientos especiales de la ciencia jurídica laboral con arreglo a la lex artis.
Al comenzar a impartirse en las universidades el nuevo título de Graduado en Relaciones Laborales y Recursos Humanos o Graduado en Ciencias del Trabajo y Recursos humanos, los colegios profesionales optaron por seguir llamándose Colegios Oficiales de Graduados Sociales, dando cabida en ellos a estos nuevos graduados universitarios, cuyas competencias profesionales son muy similares a las de los Graduados Sociales; se ha decretado su equivalencia académica, pasando a distinguir entre la titulación universitaria y la profesional, al igual que sucede en la abogacía, por ejemplo, donde el título académico es el de Graduado en Derecho pero el profesional es el de abogado.

## Código deontológico
El código deontológico de los graduados sociales se aprobó en Madrid por el pleno de 5 de febrero de 2010 del Consejo General de Colegios Oficiales de Graduados Sociales de España. 
Sus principios fundamentales se enumeran en su artículo 2 con el siguiente tenor:
Son principios fundamentales que deben presidir el ejercicio profesional del Graduado Social los siguientes:
- 2.1. Independencia. La independencia del Graduado Social en el ejercicio de su profesión, llevándola a cabo sin estar sometido a ninguna presión y sin resultar afectado por sus propios intereses o influencias exteriores, constituye la garantía de que los intereses del cliente serán defendidos con objetividad.
- 2.2. Integridad. El Graduado Social debe ser éticamente íntegro, veraz, leal y diligente en el desempeño de su función.
- 2.3. Dignidad. El Graduado Social debe actuar conforme a las normas de honor y de dignidad de la profesión.
- 2.4. Interés del cliente. El Graduado Social debe defender con diligencia los intereses de su cliente, incluso cuando éstos resulten contrapuestos a los suyos propios, a los de un colega o a aquéllos de la profesión en general.
- 2.5. Secreto profesional. El Graduado Social tiene el derecho y el deber de guardar secreto profesional de todos los hechos y noticias que conozca por razón de su actuación profesional, en los términos posteriormente regulados en este Código.
- 2.6. Incompatibilidades. El Graduado Social debe respetar el régimen de incompatibilidades vigente en cada momento para el ejercicio de la profesión.

## Competencias profesionales

### La representación procesal técnica
El artículo 545.3 de la Ley orgánica 6/85 de 1 de julio de Ley orgánica del Poder Judicial incorpora un nuevo concepto a las funciones del graduado, así al sustantivo representación añade un calificativo "técnica" lo que para algunos especialistas no puede ser otra cosa que un reconocimiento definitivo de la especialización profesional que el graduado desempeña en todo proceso laboral y de Seguridad Social, pero en el sentido de que mantiene sus competencias del sustantivo representación procesal, por cuanto le es de aplicación al graduado social todo el título II del libro VI (De los Abogados y Procuradores… «y de los graduados sociales») y especialmente los artículos 187, 542.3 y 546 de la LOPJ.
Para el Consejo General de Colegios Oficiales de Graduados Sociales de España, máximo órgano institucional de los graduados sociales, la representación técnica es la facultad que ostentan los graduados sociales colegiados, en los procedimientos laborales y de Seguridad Social, representando y dirigiendo técnicamente el proceso laboral, ratificando la demanda y contestando a la misma, proponiendo, practicando y resumiendo la prueba y, en definitiva, ejercitando plenamente ante los Juzgados y Tribunales que conocen de la materia laboral y Seguridad Social los derechos y obligaciones de quien les ha confiado su defensa, definición que ha sido avalada por juristas de reconocido prestigio que apoyaron esta definición y que se transcriben: Don Juan Francisco García Sánchez, magistrado de la Sala IV del Tribunal Supremo, Don Manuel Iglesias Cabero, magistrado emérito de la Sala IV del T.S., Don Mariano Sampedro Corral, magistrado de la Sala IV del T.S., Don Luis Gil Suárez, presidente de la Sala IV del T.S., Don Enrique López López, vocal portavoz del CGPJ, Don Enrique Miguez Alvarellos, vocal del CGPJ, Don Germán Barreiro González director de la Escuela de RR. LL de la Universidad de León, Don Miguel Rodríguez-Piñero Royo, director del Departamento de Derecho del Trabajo de la Universidad de Huelva, Don Antonio V. Sempere Navarro, director del Departamento de Derecho del Trabajo de la Universidad Rey Juan Carlos, Don Rafael Alcázar Crevillén, asesor jurídico del Consejo General de Colegios de Graduados Sociales de España (CGCOGE), Don Enrique Arnaldo Alcubilla, asesor jurídico del CGCOGSE y Don Ramón Entrena Cuesta, asesor jurídico del CGCOGSE. 
En este sentido, el gradudo social Don Diego Jesús Romero Salado realiza un análisis de la representación técnica, afirmando que lleva implícita la asistencia técnica, basándose en las propias formulaciones de los grupos parlamentarios, cita el Boletín Oficial de las Cortes Generales (Senado) núm. 146, de fecha 14 de octubre de 2003 donde dice, empieza la formación jurídica del significado y alcance de la denominada «representación técnica», los grupos parlamentarios Convergència i Unió en el Senado, grupo Parlamentario Socialista; grupo Entesa Catalana de Progrés, coinciden todos en la sugerencia dada por el Consejo General del Poder Judicial, en el sentido de que se precise en dicho precepto que «en los procedimientos laborales y de Seguridad Social los graduados sociales no sólo podrán ostentar la representación, sino también asumir la asistencia técnica de las partes».

### El graduado social como docente
El graduado social en el ámbito de la docencia pública puede acceder a los cuerpos y escalas docentes como Profesor Técnico de Formación Profesional del grupo B y como Profesor de Enseñanza Secundaria, especialidad de Formación y Orientación Laboral del grupo A. Asimismo, puede impartir docencia en la Universidad tanto práctica como teórica en diplomaturas y licenciaturas dentro de las enseñanzas de primer ciclo universitario y pueden también acceder a la condición de Profesores Asociados bajo el requisito de ser especialistas de reconocida competencia, acreditada a través del ejercicio profesional fuera de la Universidad. En el ámbito de la docencia privada, las mismas especialidades y categorías por analogía con las que se imparten en la enseñanza pública y además en academias que se dedican a la preparación de ayuda al estudio o para la preparación del acceso a la función pública en aquellas materias propias del derecho del trabajo y de la Seguridad Social, la negociación colectiva, migraciones, autónomos, organización y derecho administrativo, salud laboral, etc. Ni que decir tiene, la buena acogida que puede tener un graduado social en los sindicatos, asociaciones profesionales y empresariales y, cooperativas; en materia tanto para impartir cursos como para la programación y organización de los mismos en todas las materias aludidas así como en materia de derecho sindical, de sociedades o de cooperativismo.

### Administrador de fincas
El Real Decreto 693/68 de 1 de abril (BOE N.º 85 de 9 de abril) habilita al graduado social para el ejercicio de la profesión de administrador de fincas.

## La representación procesal realizada por graduado social
Las funciones representativas de los graduados sociales no han estado exentas de discrepancias, desde la equiparación ambigua regulada por la anterior Ley Orgánica de Poder Judicial, 6/1985, de 1 de julio,  en la que se  vino a establecer la representación por el graduado social en su artículo 440.3 «en los procedimientos laborales y de Seguridad Social la representación podrá ser ostentada por graduado social colegiado» (…no cabe desoír las voces que se levantan contra la existencia de la Procuraduría o contra, al menos, su monopolio representativo y, en todo caso, contra el arcaico bastanteo del poder. La nueva Ley, en línea de simplificar las cosas al respecto, permite generalizadamente el apoderamiento apud-acta; y en el proceso laboral, la representación por graduado social colegiado ya prevista en la LPL.). Cabe destacar como muestra de tal discrepancia, dos resoluciones: una es la Sentencia de la Sala de lo Social del Tribunal Superior de Justicia de Madrid de 11 de febrero de 1992 otra, la Sentencia de la Sala de lo Social del Tribunal Superior de Justicia del País Vasco, de 3 de octubre de 1991, que no coinciden en su examen de la función de los graduados sociales en el proceso laboral.
Así para el TSJ de Madrid el que la parte acuda a juicio personalmente no impide que otorgue su representación a graduado social. Entiende que a pesar de que el artículo 9 del Estatuto General de la Abogacía establezca –corresponde a la Abogacía de forma exclusiva y excluyente la protección de todos los intereses que sean susceptibles de defensa jurídica- tal precepto estatutario cede ante lo preceptuado en los artículos 18 y 21.1 LPL en los procesos de trabajo, no siendo obstáculo para que el graduado social sirva de «portavoz a su asistido en el acto del juicio, actuación para la que no es necesaria la asistencia de letrado».
Para el TSJ del País Vasco, existían dudas sobre la posibilidad de que concurran conjuntamente el representante y el representado, sosteniendo que la representación que puede concederse al graduado social «no implica una defensa ni asistencia» ni es posible «una defensa estricta en términos distintos de los de su propia profesión de graduado social, ya que la asistencia en los Juzgados y Tribunales es privativa de los Abogados», «la asistencia en un juicio no puede ser otra que la jurídica y de ellas están excluidos los graduados sociales, y no solo por la exclusividad de los Abogados, sino porque el propio Estatuto de los graduados sociales no lo contempla»; el Tribunal Superior de Justicia del País Vasco, la representación por graduado social es un acompañamiento similar a la del artículo 730 de la LEC en los juicios verbales para hablar en nombre de la parte “no tiene otra virtualidad que hablar en nombre del compareciente en el acto del juicio y tomar parte en los demás actos procesales” .
Asimismo, por  Auto del Juzgado de lo Social núm. 25 de Barcelona de 11 de febrero de 1992 (R.º 139/91) se analiza la intervención de graduado social en el recurso de suplicación y se examina la posibilidad de admitir el escrito de impugnación que lleva su firma, por ello se transcriben aquí íntegramente los Fundamentos de Derecho:  

Único.- El recurrente cita como preceptos legales infringidos los artículos 18.1 y 187 y ss. LPL, en relación con el artículo 440.1 y 3, y 238.1 LOPJ, así como los artículos 9.2, 14 y 24.1 y 2 CE, aduciendo que el artículo 158 LPL de 1980 (RD Leg. 521/1990 de 27 de abril). A la vista de las alegaciones del actor y teniendo en cuenta que el artículo 191.1 LPL permite que el recurso sea anunciado por la parte, el abogado o su representante, y que si bien el artículo 192.1 se refiere al Letrado designado, el artículo 193 en cambio no incluye expresamente dentro de los requisitos formales la firma de Letrado tal como establecía expresamente la Ley procesal anterior, cabe interpretar las normas aludidas en el sentido de permitir la firma de gradudo social, realizando una interpretación amplia y flexible del precepto y en tanto no exista jurisprudencia que interprete de forma distinta la materia referida, habida cuenta de que el artículo 11 LOPJ obliga a resolver las pretensiones, salvo que los requisitos sean insubsanables y teniendo en cuenta también el carácter no formalista que expresamente el Legislador ha querido otorgar al procedimiento laboral, plasmado en la Exposición de Motivos de la Ley de Bases que dice: “…Desde el momento en que el proceso laboral sirve intereses vitales para un elevado número de ciudadanos, su regulación ha de prescindir de formalismos innecesarios, asegurando así la mayor accesibilidad a la justicia. Tales son los criterios que informan la Ley y que informan las bases 10.1 (subsanación y convalidación de actos procesales), 17.3 (deber del Juez de admitir a las partes los defectos u omisiones de la demanda), 19.2 (medios de prueba), y 31.1 (tramitación de los recursos de suplicación y casación, con subsanación de los defectos corregibles). La base trigésimo primera no hace referencia expresa a la firma de Letrado. A mayor abundamiento hay que tener en cuenta que los Graduados Sociales de acuerdo con el artículo 440.3 LOPJ y 18.1 LPL, pueden asumir la representación del actor, pero es práctica usual y consentida por los Juzgados que asuman asimismo la labor de asistencia y defensa técnica de las partes, correspondiendo a la Sala de lo Social del TSJ apreciar los defectos insubsanables del recurso de acuerdo con el artículo 196 LPL, si sosteniendo mejor criterio fueran apreciadas.

Acuerdo: Estimar el recurso de reposición interpuesto por Doña…, parte actora, frente a providencia de fecha 14 de noviembre de 1991, y reponer la resolución referida en el sentido de tener por impugnado el recurso de suplicación, elévese a la Sala de lo Social del TSJ Cataluña la presente pieza separada para su unión al procedimiento principal.

La reforma de la LOPJ 6/1985, de 1 de julio que operó la Ley Orgánica 16/1994, de 9 de noviembre, da una nueva redacción al artículo 440.3, quizás en un intento de clarificar la posición de los graduados sociales, clarificación que diría yo tímida; así la nueva redacción decía: «En los procedimientos laborales y de Seguridad Social la representación podrá ser ostentada por graduado social colegiado, al que serán de aplicación las obligaciones inherentes a su función, de acuerdo con lo dispuesto en su ordenamiento jurídico profesional, en el presente título y especialmente en los artículos 187, 437.2 y 442 de esta Ley» Se hace necesario aquí un análisis del contenido de los artículos que expresamente son de aplicación al graduado social, ello pese a que le es de aplicación todo el título II; así,  el artículo 187 alude a que los Graduados Sociales usarán toga y, en su caso, placa y medalla de acuerdo con su rango. Asimismo, en estrados, se sentarán a la misma altura que los demás profesionales y autoridades intervinientes en el pleito; el artículo 437.2 establece el deber de guardar secreto de todos los hechos o noticias que conozcan por razón de cualquiera de las modalidades de su actuación profesional, no pudiendo ser los graduados obligados a declarar sobre los mismos y; el artículo 442 alude a la responsabilidad civil, penal y disciplinaria; si bien se hace necesario destacar que la LO 16/1994 no consideró de aplicación a los graduados el artículo 441 que establecía la obligación de los poderes públicos de garantizar la defensa y asistencia de abogados, en los términos establecidos en la Constitución y en las leyes.
A diferencia de la regulación citada de la Ley Orgánica 16/1994, de 9 de noviembre, que no incluía entre los artículos aplicables a los graduados el 441, el cual hacía mención a la obligación de los poderes públicos de garantizar la defensa y asistencia de abogados, en los términos establecidos en la Constitución y en las leyes, ahora en la nueva Ley Orgánica del Poder Judicial, si se incluye íntegro el artículo 546, entre los que especialmente son de aplicación a los graduados sociales, el cual en su punto 1, hace mención a las obligaciones del artículo 441 del anterior texto citado.
La reforma introduce una nueva figura procesal como potestad de la profesión jurídico laboral de graduado social, la representación técnica. 
La representación técnica, en derecho procesal laboral, es una nueva figura aparecida en la Ley Orgánica del Poder Judicial, en su reforma de 2003, en cuyo artículo 545 hace referencia a la actuación procesal de los graduados sociales en los procedimientos laborales y de Seguridad Social. Juristas de reconocido prestigio avalan la definición de representación técnica en el siguiente sentido: «Es la facultad que ostentan los graduados sociales colegiados en los procedimientos laborales y de Seguridad Social, representando y dirigiendo técnicamente el proceso laboral, ratificando la demanda y contestando a la misma, proponiendo, practicando y resumiendo la prueba y, en definitiva, ejercitando plenamente ante los Juzgados y Tribunales que conocen de la materia laboral y Seguridad Social los derechos y obligaciones de quien les ha confiado su defensa.»

## El graduado social y el recurso de suplicación
Con el fin de adaptar la norma legal a la realidad social, la Ley 13/2009, de 3 de noviembre de Reforma de la Legislación Procesal para la Implantación de la Nueva Oficina Judicial, publicada en el BOE n.º 266, de 4 de noviembre de 2009, reforma la Ley de Procedimiento Laboral y permite al gradudo social tanto la interposición del Recurso de Suplicación ante los Tribunales Superiores de Justicia, como la de su impugnación de contrario. En esta misma reforma se incluyen en las costas procesales derivadas del Recurso los honorarios de los Graduados Sociales.